# Шлюпбалка

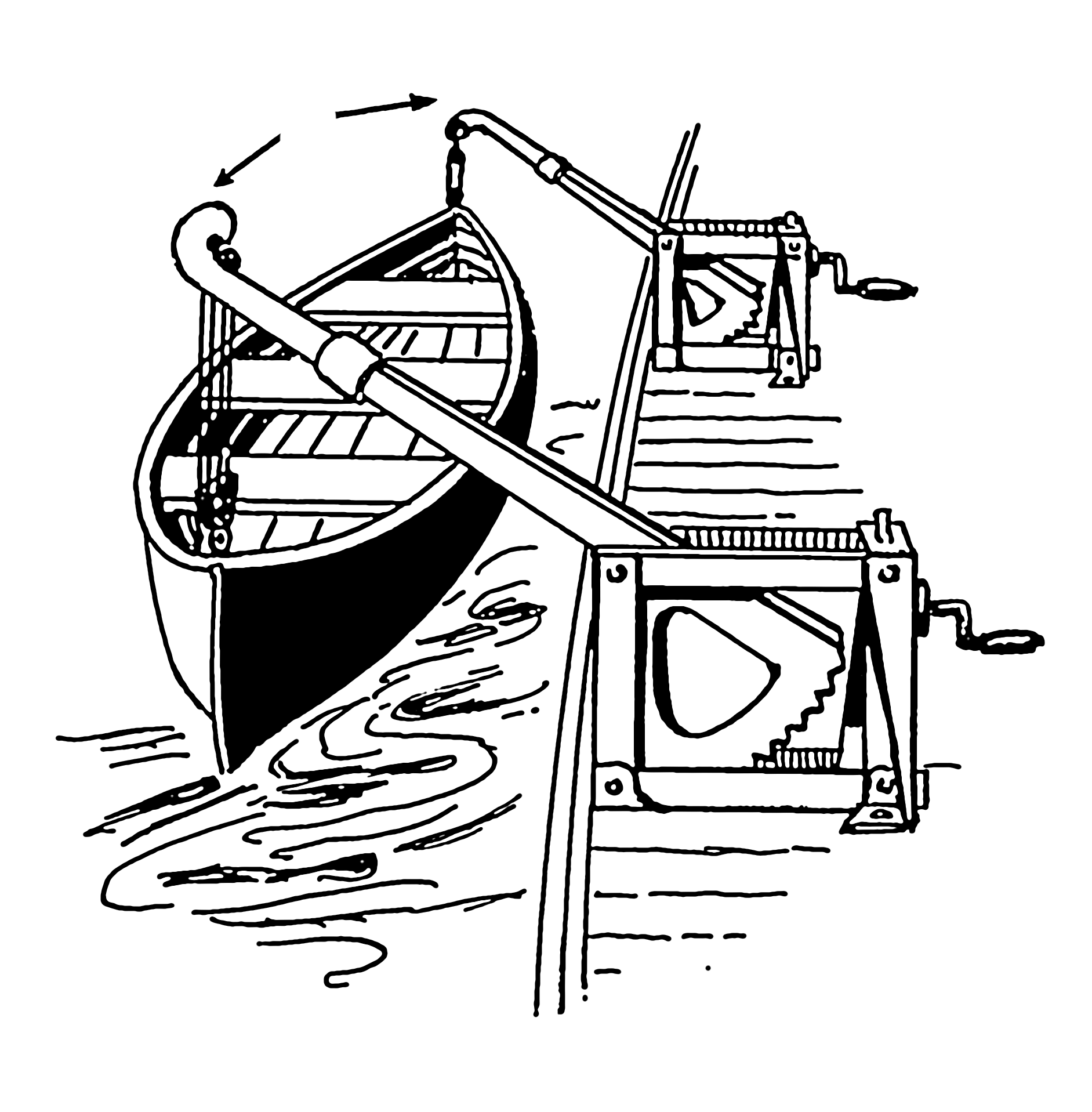
Шлюпбалки у положенні спуску/підйому шлюпки на воду/з води

Шлюпбалка — пристрій для спуску на воду та підйому на борт судна шлюпок. Одну шлюпку зазвичай обслуговує тандем з двох шлюпбалок.

## Конструкція
Підйомно-спускова система шлюпок складається з незалежних один від одного механізмів, в основу яких входять балочні підйомні стріли та поліспасти (шлюпочні талі, заст. шлюп-такелі), які піднімаються та опускаються під певним градусом відносно борту судна за допомогою лебідок з різноманітним типом привода. У шлюпбалки поворотного типу за її головку закріплюється шлюпбакштаг — короткий сталевий трос, що закінчується талями або тросовим талрепом і служить для повертання шлюпбалки. До стріл шлюпка кріпиться за допомогою ланцюгів або канатів зі зйомним гаком.
Старовинні шлюпбалки у вигляді парних вистрілів називалися боканцями.

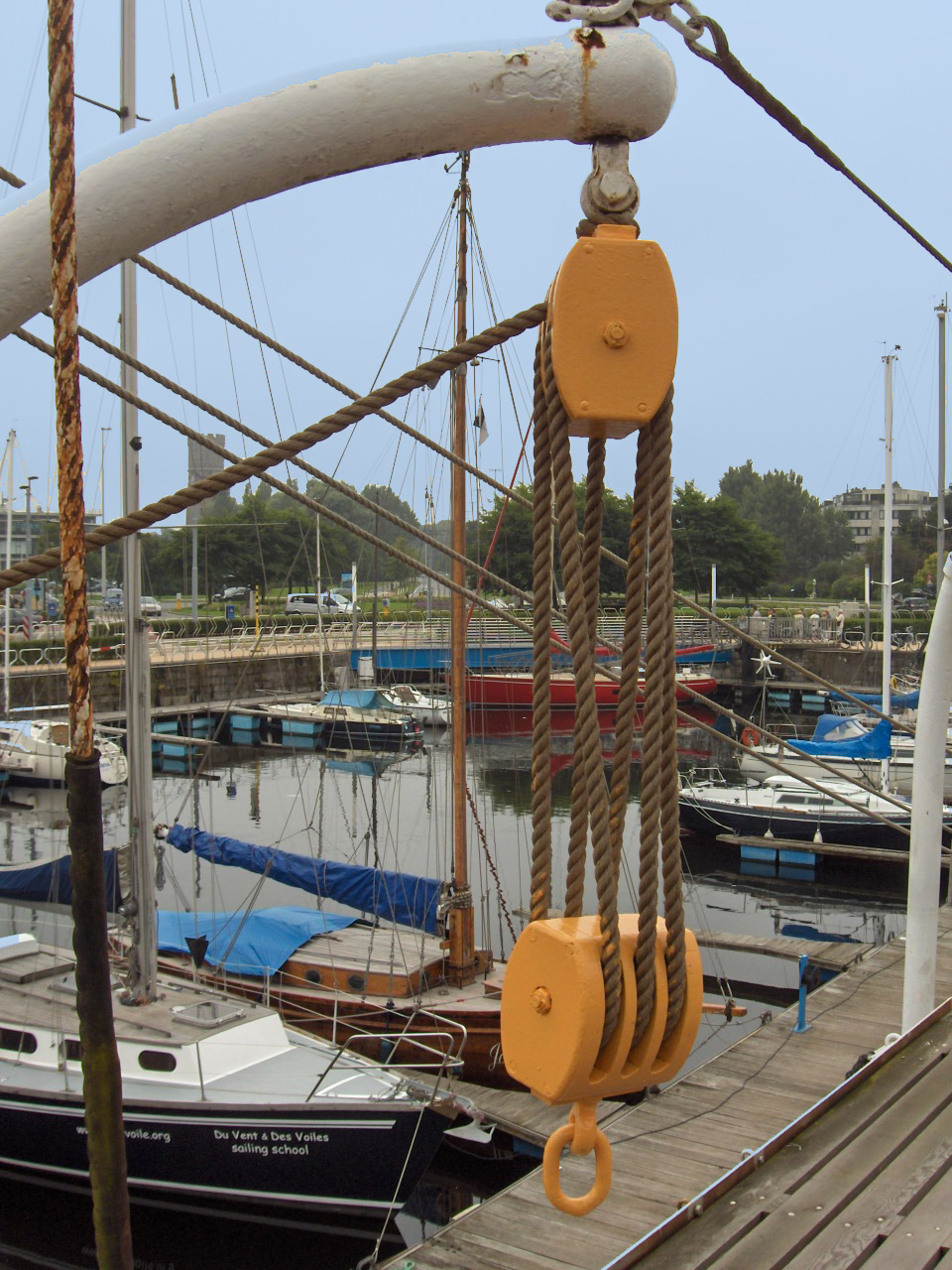
Поліспаст на серпоподібній відкидній шлюпбалці

## Типи шлюпбалок

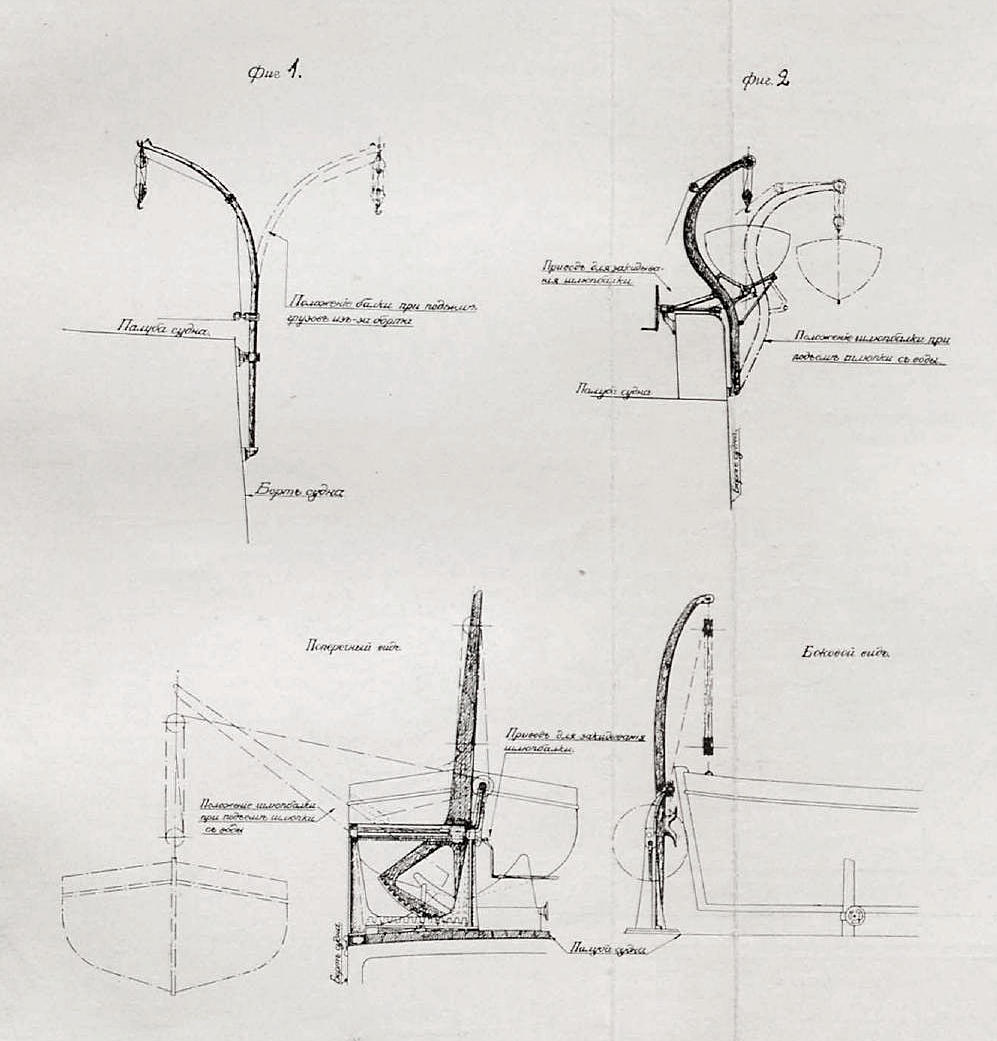
Малюнки шлюпбалок з «Військової енциклопедії» Ситіна: 1) поворотна, 2) горизонтальна S-подібна, 3) — відкидна конструкції Веліна.

- Поворотні — пустотілі сталеві вигнуті зверху балки, які можуть вільно повертатися на двох підшипниках (верхньому — опорному котку і нижньому — підп'ятнику) на 360° навколо своєї поздовжньої осі.
- Горизонтальні (схиляючі, гравітаційні, скочувані або шарнірні) — вивалюються під дією власної ваги та ваги шлюпки, після віддачі найтових, похідного стопора і стрічкового гальма лебідки.
- Відкидні — забезпечують вивалювання і завалювання спеціальними гвинтовими і зубчастими пристроями. Найчастіше шлюпбалки таких конструкцій застосовуються на малих суднах.